# Феофан (Лукьянов)
Игу́мен Феофа́н (в миру Никола́й Анато́льевич Лукья́нов; 19 декабря 1968, Москва) — священнослужитель Русской православной церкви, игумен, временно исполнявший обязанности начальника Русской духовной миссии в Иерусалиме (2013—2015); действительный член Императорского православного палестинского общества. Заведующий сектором протокола ОВЦС Московского патриархата.

## Биография
В 1983 году окончил среднюю школу.
В 1983—1987 годы учился в медицинском училище по специализации фельдшер, которое окончил с отличием. По окончании училища и до призыва в армию в 1989 года работал фельдшером в общеобразовательной школе.
С 1989 по 1991 год служил в армии в городе Иваново. В течение воинской службы с разрешения командира части нёс послушание иподиакона архиепископа Ивановского и Кинешемского Амвросия (Щурова) и псаломщика ивановского кафедрального собора. Для солдат и командного состава ивановского гарнизона организовывал беседы о Православии, которые проводились духовенством Ивановской епархии. По рекомендации Архиепископа Амвросия в январе 1991 году был направлен в Москву на первый съезд всецерковного православного молодёжного движения в качестве делегата от Ивановской епархии, а в августе того же года, ещё до увольнения в запас, — на вступительные экзамены в Московскую духовную семинарию.
15 мая 1994 года в Академическом Покровском храме ректором Московской Духовной Академии и Семинарии епископом Дмитровским Филаретом (Карагодиным) посвящен во чтеца.
В 1994 году окончил с отличием Московскую духовную семинарию, после чего поступил в Московскую духовную академию (МДА). В Московской духовной академии специализировался в области литургики и православной психологии, а также в изучении новогреческого и древнееврейского языков. За время учёбы несколько раз направлялся в Грецию на стажировку по новогреческому языку. Изучение еврейского языка (иврита) продолжил впоследствии в Святой Земле.
31 марта 1995 года в Троицком соборе Троице-Сергиевой лавры епископом Дмитровским Филаретом (Карагодиным), ректором академии, пострижен в монашество с наречением имени Феофан в честь святителя Феофана Затворника.
20 апреля 1995 года в Покровском храме МДА епископом Дмитровским Филаретом (Карагодиным) рукоположён в сан иеродиакона. 1 июня 1997 года епископом Верейским Евгением, ректором МДА рукоположён в сан иеромонаха.
В 1998 году окончил МДА по первому разряду с учёной степенью кандидата богословия за работу на тему «Гимнография преподобного Феодора Студита (Триодь и Октоих)». В 1998 году продолжил богословское образование в филиале аспирантуры МДА при ОВЦС.
20 июля 1998 года по направлению Учебного комитета Московской Патриархии назначен на послушание в Отдел внешних церковных связей, в котором был ответственным за греческое направление межправославных отношений.
Пастырское послушание нёс в Знаменском соборе Патриаршего подворья в Китай-городе и Покровском соборе на Красной площади (храм Василия Блаженного), приписанных Патриаршему подворью в Китай-городе.
28 декабря 1999 году решением Священного синода Русской православной церкви назначен членом Русской духовной миссии в Иерусалиме.
30 июля 2003 года решением Священного синода в связи с окончанием срока командировки освобождён от занимаемой должности и направлен в распоряжение председателя ОВЦС.
26 декабря 2003 году решением Священного синода Русской православной церкви назначен настоятелем Александро-Невского прихода в Копенгагене (Дания). Община образовалась в 2000 году, когда храм Александра Невского Русской зарубежной церкви в Копенгагене покинула часть прихожан. Община не имела собственного здания и вынуждена была арендовать храмовое помещение у лютеранской общины. При это Феофан рассчитывал на передачу общине какой-либо недействующей лютеранской церкви.
К празднику Пасхи 2006 года Указом Патриарха Московского и всея Руси Алексия II возведён в сан игумена.
11 марта 2007 года уехал служить в Русскую духовную миссию в Иерусалиме по причине катастрофического дефицита кадров в сложный для Святой Земли период (юбилей 160-летия Русской Духовной Миссии в Иерусалиме и освящение новопостроенного храма Всех русских святых в Горнем монастыре, в связи с чем Святейший Патриарх планирует приехать в Иерусалим). 31 марта 2007 года указом митрополита Смоленского и Калининградского Кирилла, председателя ОВЦС вновь назначен в Русскую духовную миссию в Иерусалиме. 12 октября 2007 года решением Священного синода освобождён от должности настоятеля Александро-Невского храма в Копенгагене и определён членом Русской духовной миссии в Иерусалиме.
В июле 2009 года назначен заместителем начальника Русской духовной миссии в Иерусалиме.
16 июля 2013 году решением Священного синода назначен временно исполняющим обязанности начальника Русской духовной миссии в Иерусалиме.
Решением Священного синода от 13 июля 2015 года освобождён от занимаемой должности и направлен в распоряжение патриарха Московского и всея Руси.
8 декабря 2020 года решением Священного синода назначен членом комиссии Русской православной церкви по развитию православного паломничества.
С 1998 г. по 2018 г.  качестве уполномоченного представителя Русской Православной Церкви участвовал в ежегодных заседаниях Всеправославного совещания по вопросам ересей и парарелигий, проходивших в Греции под эгидой Предстоятеля элладской Православной Церкви.

## Награды
- 1998 — набедренник
- 2001 — наперсный крест
- 2003 — золотая медаль Иерусалимской православной церкви (от патриарха Иерусалимско. 2003)
- 2009 — палица
- 2012 — крест с украшениями
- 2019 — служение литургии с отверстыми Царскими вратами по Херувимской
- 2021 — орден Преподобного Серафима Саровского III степени.

## Публикации
- Поднебесный град // «Встреча», 1996. — № 2. — С. 30-32
- Александрупольская митрополия // Православная энциклопедия. — М., 2000. — Т. I : А — Алексий Студит. — С. 620. — 40 000 экз. — ISBN 5-89572-006-4.
- Апостолики диакония // Православная энциклопедия. — М., 2001. — Т. III : Анфимий — Афанасий. — С. 99. — 40 000 экз. — ISBN 5-89572-008-0.
- Арголидская митрополия // Православная энциклопедия. — М., 2001. — Т. III : Анфимий — Афанасий. — С. 188-190. — 40 000 экз. — ISBN 5-89572-008-0.
- Аттикийская митрополия // Православная энциклопедия. — М., 2001. — Т. III : Анфимий — Афанасий. — С. 681. — 40 000 экз. — ISBN 5-89572-008-0.